# Raymond Moody
Raymond A. Moody, Jr. (n. 30 iunie 1944 la Poterdale, Georgia) este un filozof, psiholog și medic american.
Este cunoscut ca autor al unor cărți referitoare la experiențe aproape de moarte (termen pe care l-a introdus în 1975) și la presupusa viață de după moarte.
1. ↑  Raymond Moody, SNAC, accesat în 9 octombrie 2017
2. ↑  Raymond A. Moody, Babelio
3. ↑  IdRef, accesat în 11 mai 2020
4. ↑  CONOR.SI[*] Verificați valoarea |titlelink= (ajutor)